# Saint-Benoît-de-Carmaux
Saint-Benoît-de-Carmaux is een gemeente in het Franse departement Tarn (regio Occitanie) en telt 2143 inwoners (2005). De plaats maakt deel uit van het arrondissement Albi.

## Geografie
De oppervlakte van Saint-Benoît-de-Carmaux bedraagt 4,5 km², de bevolkingsdichtheid is 476,2 inwoners per km².
De onderstaande kaart toont de ligging van Saint-Benoît-de-Carmaux met de belangrijkste infrastructuur en aangrenzende gemeenten.

## Demografie
Onderstaande figuur toont het verloop van het inwonertal (bron: INSEE-tellingen).